# Forgotten Foundation
Forgotten Foundation è il secondo album in studio del musicista statunitense Smog, pubblicato nel 1992.

## Tracce
Side 1
1. Burning Kingdom
2. Filament
3. High School Freak
4. Your Dress
5. Barometric Pressure
6. Guitar Innovator
7. Evil Tyrant
8. Head of Stone I
9. Head of Stone II
10. Long Gray Hair
11. Kiss Your Lips

Side 2
1. Bad Ideas for Country Songs I
2. Bad Ideas for Country Songs II
3. Dead River
4. Bad Investment
5. Brown Bag
6. Let Me Have That Jar Back
7. This Insane Cop
8. 97th Street
9. Do the Bed
10. I'm Smiling
11. With a Green Complexion